# Gerard Greene
Gerard Greene (Chatham, 12 novembre 1973) è un giocatore di snooker britannico.
Nel 2005 ha ottenuto la medaglia d'oro ai Giochi mondiali.

## Biografia
Nato a Chatham in Inghilterra, il 12 novembre 1973, Gerard Greene partecipa ai tornei professionistici con la nazionalità nordirlandese, dato che i suoi genitori provengono dalla capitale Belfast. Attualmente vive a Rainham nel sud-est inglese.

## Carriera
L'esordio di Greene nel Main Tour arriva nella stagione 1993-1994. In questa annata riesce a vincere due incontri su due disputati, battendo rispettivamente il campione del mondo 1979 Terry Griffiths al Grand Prix, e Dene O'Kane al Welsh Open. Si fa notare al Welsh Open 1996, in cui sconfigge al primo turno, la testa di serie numero 24 Tony Knowles, con il punteggio di 5-0, andando vicino al successo anche al secondo turno, dove perde 5-4 al frame decisivo contro il 6 volte campione del mondo Steve Davis. Al British Open 1997 elimina Ronnie O'Sullivan al primo turno, ma perde al secondo contro Paul Sweeny. La vendetta di O'Sullivan arriva allo UK Championship dello stesso anno, nel quale batte il nordirlandese ai quarti di finale per 9-6, e vince in seguito l'evento; in precedenza Greene, partito come testa di serie numero 62, aveva sconfitto Davis 9-2, Andy Hicks 9-8 e Gary Ponting 9-6. Successivamente, raggiunge i quarti alla LG Cup 2002, al British Open 2003 e all'Irish Masters 2005. All'Irish Professional Championship arriva in due occasioni in semifinale, nel 2005 e nel 2007, eliminato rispettivamente dal connazionale Joe Swail e da Ken Doherty, che sarebbero poi andati a vincere il titolo. Raggiunge lo stesso piazzamento anche al Grand Prix 2007, sconfitto 6-5 da Marco Fu.
Nel 2011 porta il suo paese in finale nella World Cup, assieme a Mark Allen, dove poi i due perdono contro la Cina di Ding Junhui e Liang Wenbó.
Nel 2013 esce sconfitto in finale al Paul Hunter Classic.
Nel 2014, dopo essersi classificato al 18° nell'ordine di merito del Players Tour Championship, Greene arriva e perde in finale all'evento Grand Final, battendo nel corso del torneo: Ricky Walden, Anthony Hamilton, Mark Allen e Marco Fu in semifinale, venendo poi sconfitto nettamente da Barry Hawkins 4-0.
Esce dai professionisti al termine del 2015-2016, ma ci rientra nel 2017-2018, dopo aver vinto l'EBSA Play-off, ottenendo una carta da due stagioni.

## Ranking[19]
| Stagione  | Ranking iniziale | Ranking finale |
| --------- | ---------------- | -------------- |
| 1993-1994 | Non classificato | 169            |
| 1994-1995 | 169              | 110            |
| 1995-1996 | 110              | 72             |
| 1996-1997 | 72               | 62             |
| 1997-1998 | 62               | 59             |
| 1998-1999 | 59               | 41             |
| 1999-2000 | 41               | 58             |
| 2000-2001 | 58               | 63             |
| 2001-2002 | 63               | 63             |
| 2002-2003 | 63               | 38             |
| 2003-2004 | 38               | 26             |
| 2004-2005 | 26               | 39             |
| 2005-2006 | 37               | 39             |
| 2006-2007 | 38               | 32             |
| 2007-2008 | 32               | 33             |
| 2008-2009 | 33               | 32             |
| 2009-2010 | 32               | 28             |
| 2010-2011 | 28               | 32             |
| 2011-2012 | 32               | 42             |
| 2012-2013 | 42               | 56             |
| 2013-2014 | 56               | 70             |
| 2014-2015 | 44               | 40             |
| 2015-2016 | 40               | 66             |
| 2017-2018 | Non classificato | 85             |
| 2018-2019 | 68               | 69             |
| 2019-2020 | Non classificato |                |

## Tornei vinti

### Titoli Non-Ranking: 1
| Titoli Non-Ranking | Titoli Non-Ranking | Titoli Non-Ranking | Titoli Non-Ranking |
| ------------------ | ------------------ | ------------------ | ------------------ |
| Competizione       | Anno               | Avversario         | Note               |
| Poland Masters     | 1996               | Patrick Wallace    |                    |

## Finali perse

### Titoli Ranking: 1
| Titoli Ranking                        | Titoli Ranking | Titoli Ranking | Titoli Ranking |
| ------------------------------------- | -------------- | -------------- | -------------- |
| Competizione                          | Anno           | Avversario     | Note           |
| Players Tour Championship Grand Final | 2014           | Barry Hawkins  | [ 17 ]         |

| In squadra   | In squadra       | In squadra | In squadra |
| ------------ | ---------------- | ---------- | ---------- |
| Competizione | Anno/Compagno    | Avversario | Note       |
| World Cup    | 2011/ Mark Allen | Cina       | [ 14 ]     |

- European Tour: 1 (Paul Hunter Classic 2013)